# Axel Ekblom (sportskytt)
Axel Valdemar Ekblom, född 22 mars 1893 i Sankt Ibbs församling, Malmöhus län, död 26 juli 1957 i Borås Caroli församling, Älvsborgs län, var en svensk sportskytt.
Han blev olympisk bronsmedaljör i Paris 1924.